# نوبورو أويدا
نوبورو أويدا (باليابانية: 上田昇) هو متسابق دراجات نارية ياباني. نافس في سباقات بطولة العالم لفئة 125 سي سي.

## سباقات فاز بها
- جائزة إيطاليا الكبرى للدراجات النارية 2001

## روابط خارجية
- نوبورو أويدا على موقع MotoGP.com (الإنجليزية)